# Базаров, Александр Александрович
Александр Александрович Базаров (28 декабря 1940, Половинное, Челябинская область — 8 мая 2006, Курган) — российский писатель, журналист, член Союза писателей России с 1999 года, кандидат экономических наук.

## Биография
Александр Александрович Базаров родился 28 декабря 1940 года в крестьянской семье в селе Половинном Половинского сельсовета Половинского района Челябинской области, ныне село — административный центр Половинского муниципального округа Курганской области.
Окончил Челябинское училище трудовых резервов, работа на комбинате № 817 в Челябинске-40. 
В 1965 году поступил на заочное отделение экономического факультета Московского государственного университета имени М. В. Ломоносова. Работал журналистом Половинской районной газеты и районного радио.
В 1971 году, после окончания МГУ был принят на кафедру политической экономии в должности ассистента Курганского сельскохозяйственного института.
В 1973 году направлен в очную аспирантуру при Московского государственного университета имени М. В. Ломоносова. Кандидат экономических наук. Большую часть жизни проработал на кафедре экономической теории Курганской сельскохозяйственной академии, которой заведовал с 1988 по 2001 годы, доцент.
В 1986 году поручили составить справку для Министерства сельского хозяйства по экономической истории аграрного Урала советских времен и разрешили поработать в архивах, которые в то время были по большей части закрыты для исследований. С тех пор темой его литературного творчества стала судьба советского крестьянства Урала и Зауралья.
В Союз писателей России принят в 1999 году, состоял на учёте в Курганской областной писательской организации.
Александр Александрович Базаров умер 8 мая 2006 года <где? (Лесниково или Курган)>. Похоронен <где?>.

## Награды и премии
- Лауреат премии губернатора Курганской области.
- Обладатель Гранта Международного Фонда Макартуров.
- Награждён медалью «Честь и польза» Международного благотворительного фонда «Меценаты России».

## Сочинения
Тема литературного творчества - жизнь советского крестьянства Урала и Зауралья в годы коллективизации и в последующие годы.
Статьи Александра Базарова неоднократно публиковались в газетах «Челябинский рабочий», «Уральский рабочий», «Тюменский курьер», в журналах «Аграрный вестник Урала», «Югра», «Диалог», «Родина», «Грани», «Посев», «Сибирский край».
Книги:
- «Кулак и АгроГУЛАГ», Челябинск, Южно-Уральское книжное издательство, 1991. Как сказал сам автор: «Эта книга не против колхозов. Она против советского феодализма, освященного политической демагогией»[3].
- «Дурелом, или господа колхозники», 2 тома. Курган, издательство «Зауралье», 1997[4]
- «Хроника колхозного рабства», Московское историко-литературное общество «Возвращение», 2004[5]
- Вся жизнь моя тебе, Россия. Издательство «Тюменский курьер», 2008[6]

Базаров автор сценария и материалов фильма «Сирота Страны Советов», который удостоен Гран-при на фестивале документальных фильмов стран СНГ в 1994 году, затем в том же году прошел по ЦТ "Останкино".

## Память
- Решением Курганской городской Думы от 15 июня 2011 года № 132 «О присвоении наименования улице в поселке Чистое поле города Кургана» улице, расположенной параллельно с улицей 13-й Чистополевой (ныне 50 лет Космонавтики), решено присвоить название «ул. Базарова»[9][10][11].
- Мемориальная доска, открыта 14 мая 2014 года на доме, где жил Курганская область, Кетовский муниципальный округ, село Лесниково, 6 — 55°17′42″ с. ш. 65°19′16″ в. д.HGЯO[12][13]
- Проводится шахматный турнир на приз памяти А.А. Базарова[14]

## Семья
- Жена — Людмила Николаевна Базарова, председатель курганского отделения Всероссийского общества «Мемориал»[15].